# ميخائيل كوزنيتسوف
ميخائيل كوزنيتسوف هو تريثلت كازاخستاني، ولد في 20 مارس 1971 في قراغندي في كازاخستان.

## وصلات خارجية
- ميخائيل كوزنيتسوف على موقع أوليمبيديا (الإنجليزية)